# Club de Regatas Lima
Der Club de Regatas Lima ist ein peruanischer Mehrspartensportverein aus Lima.

## Geschichte
Der Verein wurde am 26. April 1875 gegründet. Im Klub werden heute über 40 Sportarten betrieben. Besondere Erfolge feierte der Verein im Badminton, Basket-, Volley- und Fußball.

## Badminton
Im Badminton ist der Club de Regatas der führende Verein in Peru.

## Volleyball
2004, 2005 und 2006 wurde das Frauenteam nationaler Meister.